# Tägerschen

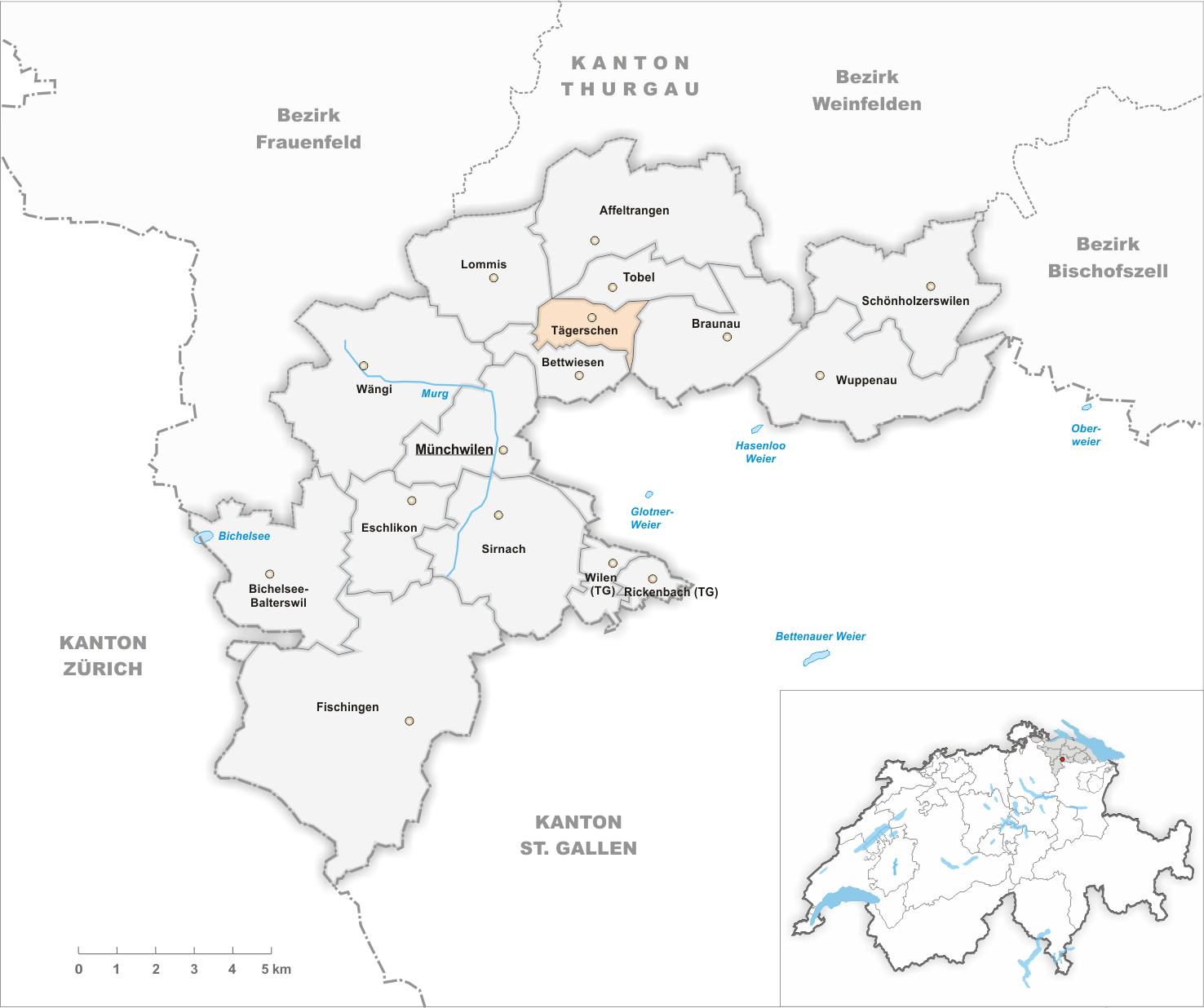
Gemeindestand vor der Fusion im Jahr 1999

Tägerschen war eine Ortsgemeinde in der Munizipalgemeinde Tobel und ist eine Ortschaft der Gemeinde Tobel-Tägerschen des Bezirks Münchwilen des Kantons Thurgau in der Schweiz. Von 1798 bis  1871 war Tägerschen Hauptort des heutigen Bezirks Münchwilen.
Am 1. Januar 1999 fusionierte Tägerschen mit der Ortsgemeinde Tobel zur Gemeinde Tobel-Tägerschen.

## Geographie
Tägerschen liegt an der Verzweigung der Landstrassen von Märstetten nach Wil SG  bzw. Münchwilen. Die Ortsgemeinde umfasste nebst dem Bauerndorf die Weiler Karlishub und Thürn.
Tägerschen hat einen Bahnhof an der Bahnlinie Weinfelden–Wil SG.

## Geschichte

Luftbild (1953)

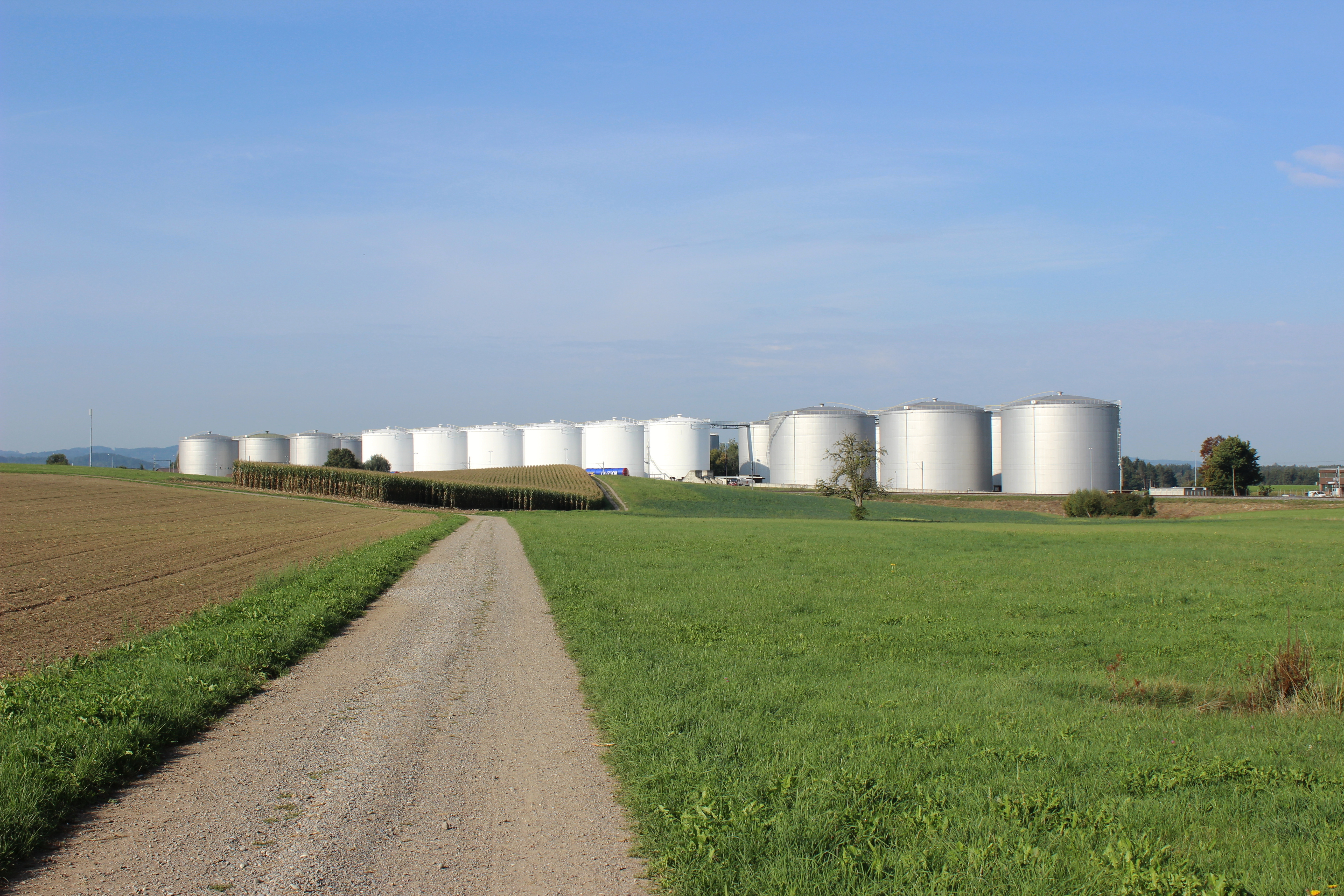
Tanklager Tägerschen

Die Siedlung wurde 762 erstmals als Tegarascha erwähnt. Im 8. und 9. Jahrhundert gelangten Güter an das Kloster St. Gallen. Die Gerichtsbarkeit kam über die Toggenburger und deren Dienstleute von Heitnau 1258 zum Teil an die Johanniterkomturei Tobel, die bis ca. 1500 ihre Grund- und Gerichtsherrschaft allmählich ausbaute. Davon ausgenommen blieb einzig der 1547 mit Schlossfreiheit ausgestattete sogenannte Freisitz, dessen Inhaber häufig wechselten. 1798 bis 1871 diente er als Amtssitz des Bezirksstatthalters von Tobel. Später beherbergte er eine Stickerei, danach bis zu Beginn des 21. Jahrhunderts die Käserei. Ein 1490 erstmals schriftlich festgehaltenes Dorfrecht regelte den Alltag. Katholiken und Protestanten sind den Pfarreien Tobel bzw. Affeltrangen eingegliedert.
Die Bevölkerung lebte vom Kornbau in drei Zelgen und Weinbau. Im 19. Jahrhundert erfolgte der Übergang zu Feldgrasbau, ab 1911 wurde verstärkt Obstbau mit Lieferungen an die Mosterei Märwil betrieben. Von 1870 bis 1914 erlebte Tägerschen den Stickereiboom, der 1910 26 Beschäftigten Arbeit bot. Seit 1924 befindet sich dort eine Nadelfabrik und seit 1978 ein Tanklager für Erdölprodukte mit Gleisanschluss an die Mittelthurgaubahn.

## Wappen
Blasonierung: In Gelb mit rotem Kreuz.
Das Kreuz verweist auf die Komturei Tobel, die Farben auf das Wappen der Herren von Heitnau.

## Bevölkerung
Von den insgesamt 675 Einwohnern der Ortschaft Tägerschen am 31. Dezember 2023 waren 109 bzw. 16,1 % ausländische Staatsbürger. 249 (36,9 %) waren römisch-katholisch und 171 (25,3 %) evangelisch-reformiert.
| Jahr         | 1850  | 1880  | 1900  | 1950  | 1990  | 2000  | 2010  | 2018  | 2023  |
| ------------ | ----- | ----- | ----- | ----- | ----- | ----- | ----- | ----- | ----- |
| Ortsgemeinde | 226   | 188   | 214   | 272   | 389   |       |       |       |       |
| Ortschaft    |       |       |       |       |       | 382   | 452   | 637   | 675   |
| Quelle       | [ 4 ] | [ 4 ] | [ 4 ] | [ 4 ] | [ 4 ] | [ 7 ] | [ 8 ] | [ 2 ] | [ 6 ] |

## Sehenswürdigkeiten
Die folgenden Gebäude aus Tägerschen sind in der Liste der Kulturgüter aufgeführt:

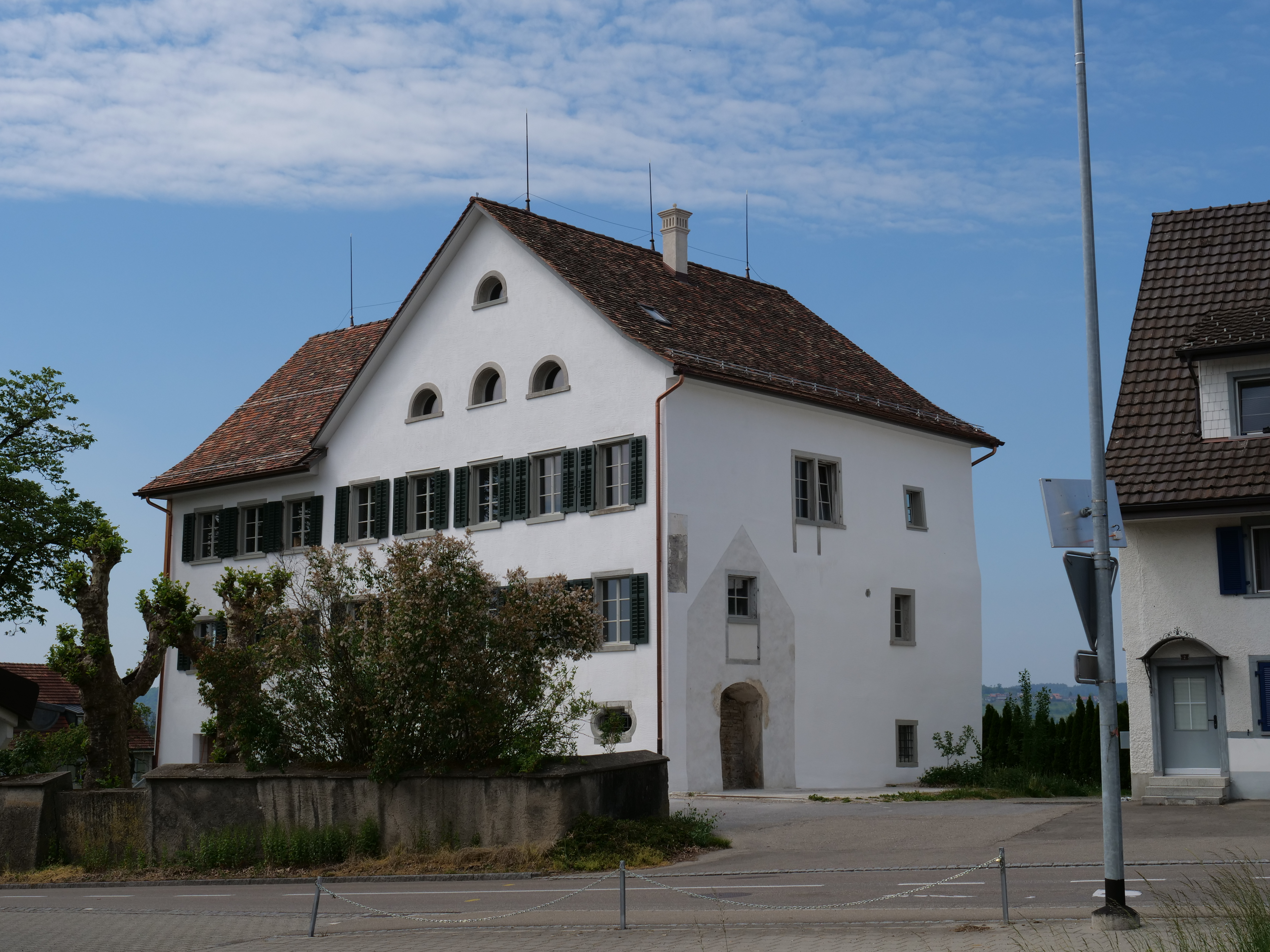
Ehemaliger Freisitz und Schloss Tägerschen
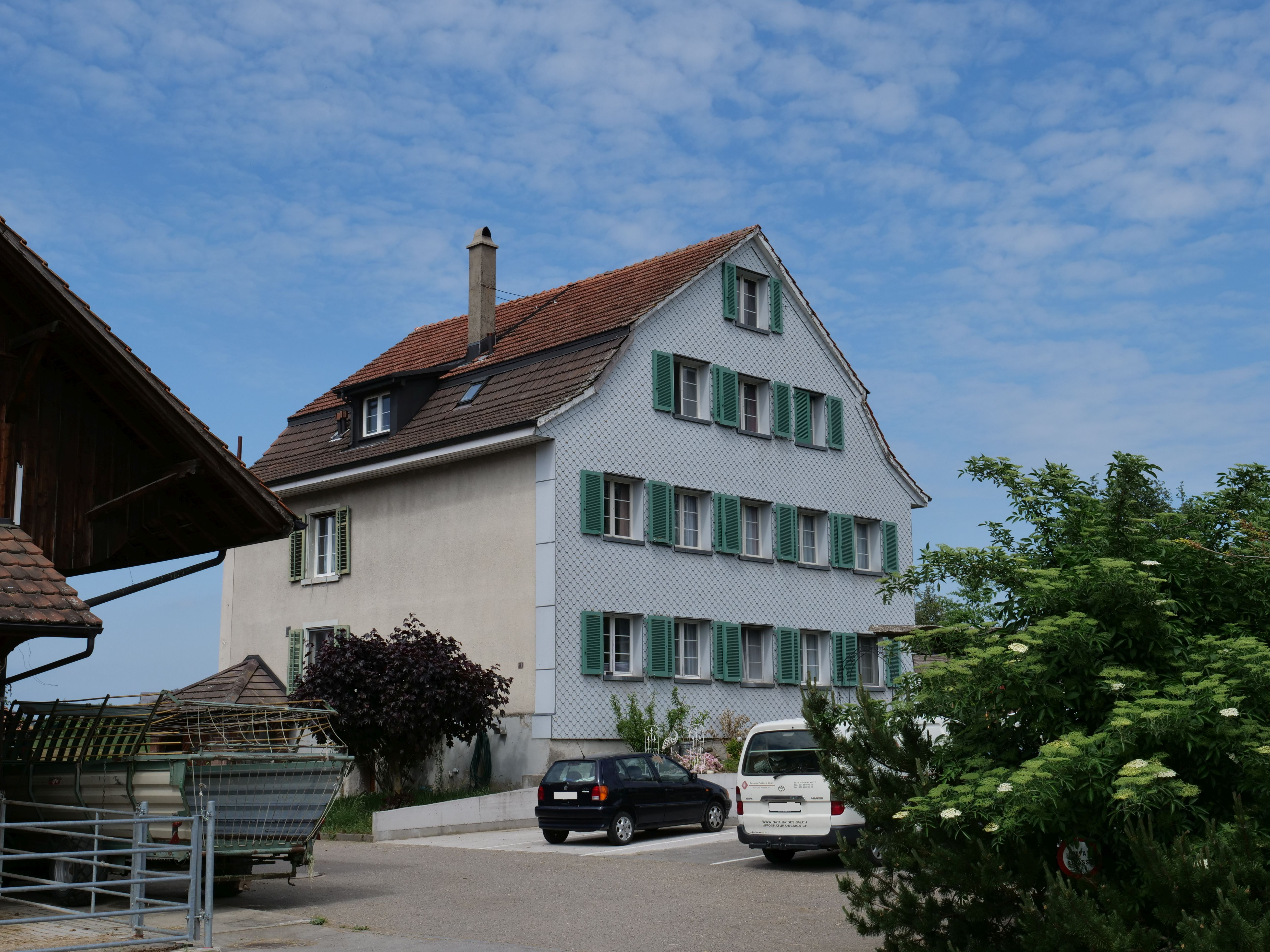
Ehemaliges Arzthaus
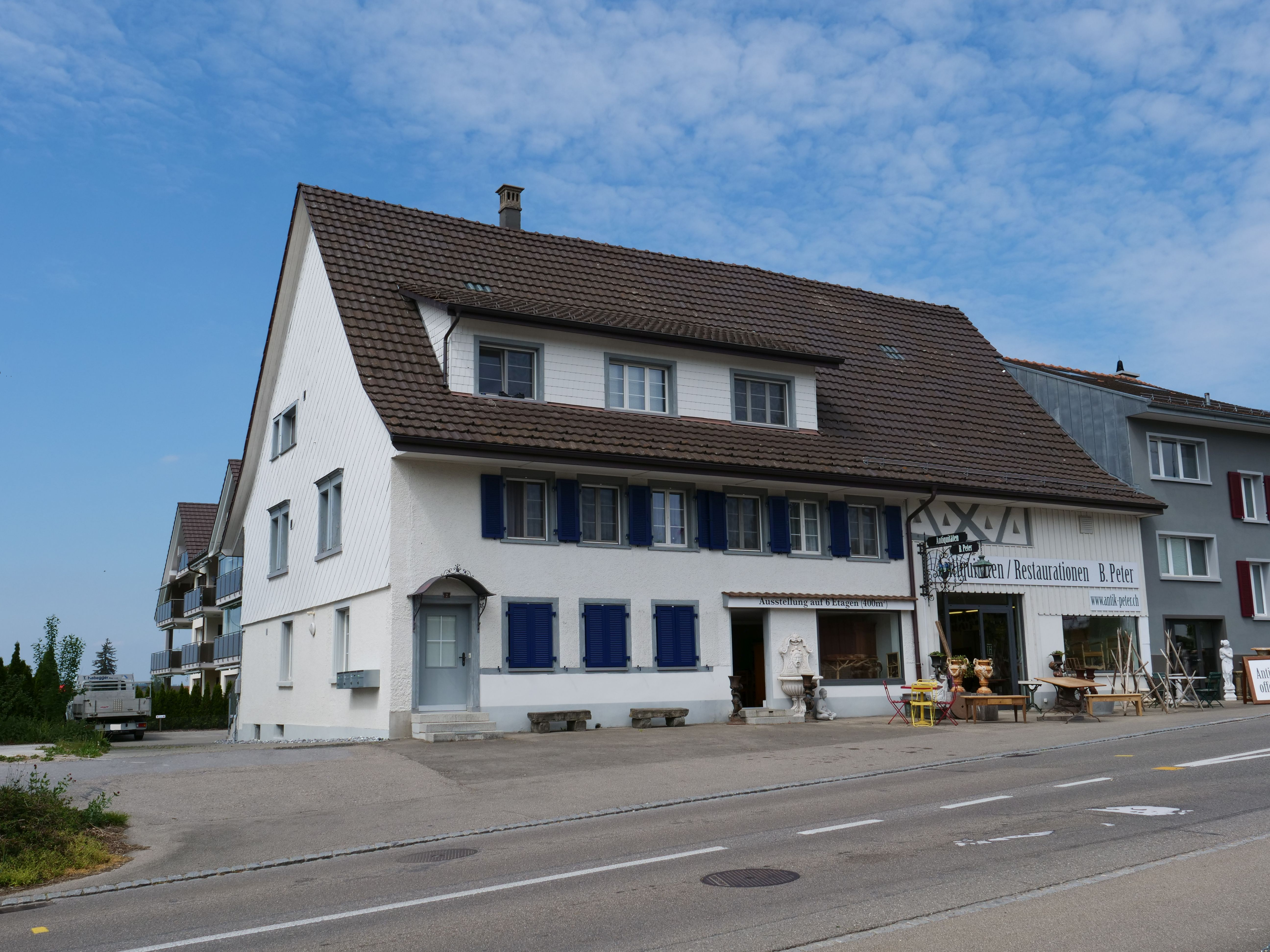
Ehemaliges Bauernhaus an der Münchwilerstrasse

## Persönlichkeiten
- Fridolin Suter (1863–1937), in Tobel geboren, Ehrendomherr in Solothurn und Ehrenbürger von Bischofszell